# Municipio de Rush River
El municipio de Rush River (en inglés: Rush River Township) es un municipio ubicado en el condado de Cass en el estado estadounidense de Dakota del Norte. En el año 2010 tenía una población de 82 habitantes y una densidad poblacional de 0,87 personas por km².

## Geografía
El municipio de Rush River se encuentra ubicado en las coordenadas 47°1′32″N 97°8′41″O / 47.02556, -97.14472. Según la Oficina del Censo de los Estados Unidos, el municipio tiene una superficie total de 94.36 km², de la cual 94,33 km² corresponden a tierra firme y (0,04 %) 0,03 km² es agua.

## Demografía
Según el censo de 2010, había 82 personas residiendo en el municipio de Rush River. La densidad de población era de 0,87 hab./km². De los 82 habitantes, el municipio de Rush River estaba compuesto por el 98,78 % blancos y el 1,22 % eran de una mezcla de razas. Del total de la población el 0 % eran hispanos o latinos de cualquier raza.